# Jackie Ross
Jackie Ross (San Luis, Misuri; 30 de enero de 1946) es una cantante de soul estadounidense. 
Era hija (y más tarde también esposa) de un predicador, debutó en la radio góspel de su padre a la tempranísima edad de tan sólo tres años. Con la muerte de su padre en 1954, ella y su familia se trasladaron hasta Windy City a la casa de Sam Cooke, amigo de su madre, quien la contrató para su discográfica SAR, donde en 1962 lanzó su primer sinlge "Hard Times". 
Tras un tiempo cantando junto a la banda de Syl Johnson, firmó con Chess Record. En 1964 entró en el top10 con la canción "Selfish one", y más tarde con "I've Got the Skill", siendo esto el camino para el álbum "Full Bloom". En 1965 grabó el hit ya interpretado por Evie Sands "Take Me for a Little While". En 1967 se fue a Brunswick, y dos años más tarde se unió a la discográfica de Jerry Butler Fountain Productions, pero no logró volver a cosechar ningún éxito como anteriormente.

## Discografía
| Año  | Título     | Discográfica |
| ---- | ---------- | ------------ |
| 1964 | Full Bloom | Chess        |

- Datos: Q6116632